# Cecco di Pietro
Cecco di Pietro fue un pintor italiano de la Escuela de Pisa.  Si bien su fecha de nacimiento no se puede confirmar, hay una mención de un Cecco Pierri que trabajaba con el pintor Paolo di Lazzarino en 1350.  Si esta fue una referencia a di Pietro, entonces su fecha de nacimiento se puede colocar alrededor de 1330.
Estuvo activo desde alrededor de 1370 y murió en algún momento antes de 1402.  Cecco es considerado como una figura importante en el arte del Trecento debido a su desarrollo de un estilo que incorporó elementos de la pintura pisana junto con los de la Escuela sienesa. 

## Vida y trabajo

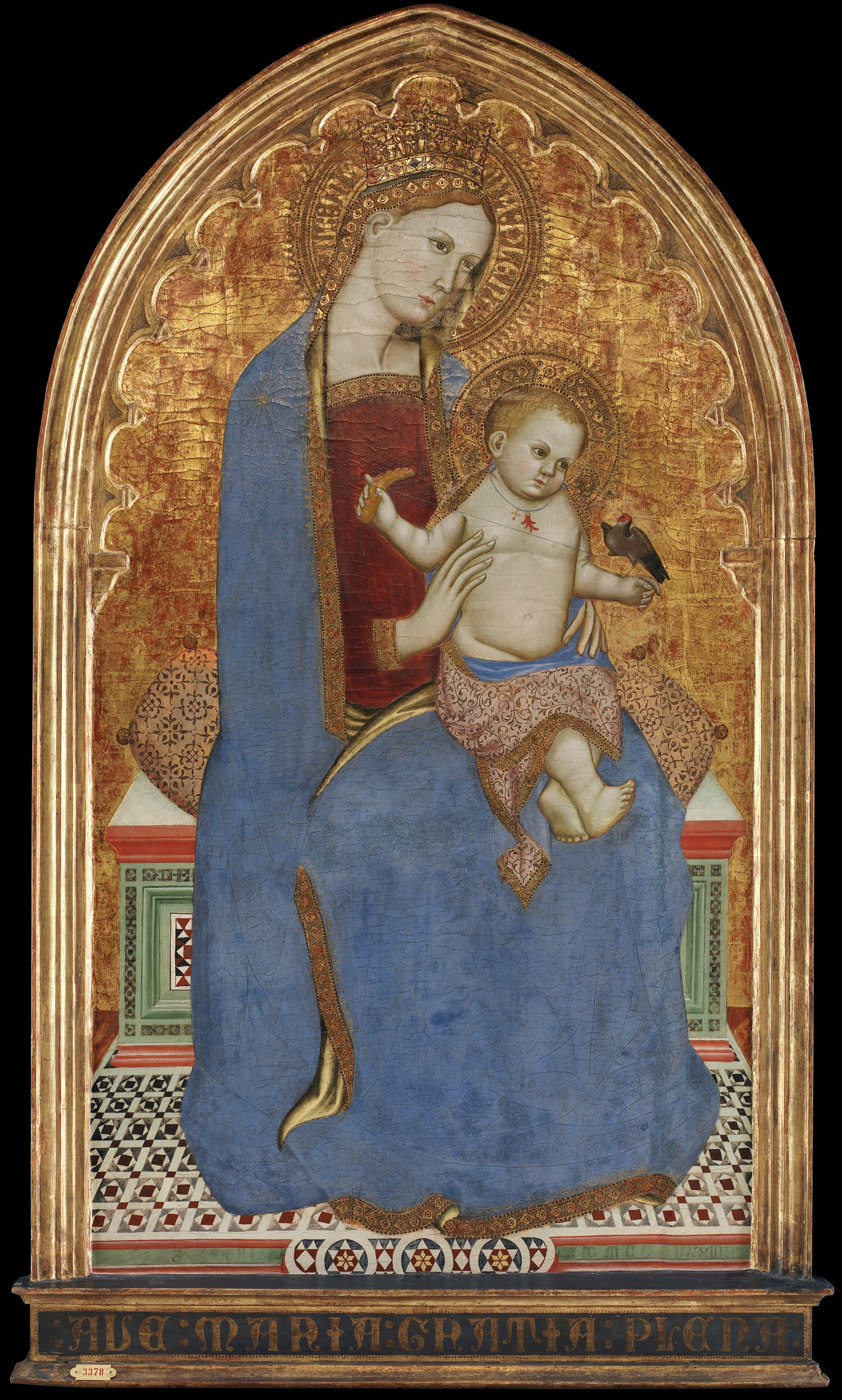
Cecco di Pietro, Madonna y el Niño, Museo de Arte de Copenhague de Statens.

Los primeros documentos indican que algunos de los primeros trabajos de Cecco di Pietro como artista fueron la restauración de frescos. Se menciona por primera vez alrededor de 1370 como que trabajó en el Campo Santo con otros cinco pintores que trabajaron en la restauración de frescos en el área. A continuación se lo menciona en 1372 sobre la restauración del fresco de la Historia de Job en el Campo Santo con Francesco Volterra. Los registros relativos a su salario en la época muestran que era una pequeña suma de dinero en comparación con otros artistas de la época, lo que indica que aún no tenía experiencia y estaba aprendiendo el oficio de la Escuela Pisana de Volterra. 
Luego de la restauración de la Historia de Job,  Cecco di Pietro fue contratado en 1379 para restaurar el Infierno de un trío de frescos de Buonamico Buffalmacco que también estaban ubicados en el Campo Santo y que aparentemente fueron dañados por algunos aprendices no capacitados en un intento de restauración anterior. De la restauración del Infierno, la mayoría de los eruditos solo atribuyen el segundo círculo del infierno y dos figuras al lado del diablo como las partes restauradas por Cecco, con el otro trabajo de restauración realizado por un artista desconocido. 
Cecco continuó recibiendo varias comisiones locales para pintar muchos retablos. Uno de estos retablos es el Políptico de Agnano, realizado entre 1386–1395 para la iglesia y el convento en Agnano y se considera una de las obras más importantes de Cecco. Continuó trabajando en los frescos hasta su muerte alrededor de 1402

## Estilo
Durante su carrera, Cecco trabajó en temas comunes a otros artistas del período Trecento.  Gran parte de la obra de arte producida por Cecco fue del tema La Virgen y el Niño, como La virgen y el niño con los donantes en 1386, que formó parte de un políptico que desde entonces se ha separado y sus diversas piezas se encuentran en diferentes museos de todo el mundo. En documentos de 1380, vemos que Cecco fue nombrado como anziano o "anciano" en italiano. Esto lo clasifica como representante de la parroquia "San Simoncino di Porta" a la que pertenecía en Pisa. 
Las evaluaciones iniciales de los primeros historiadores del arte consideraron que la obra de Cecco di Pietro no era histórica o técnicamente significativa. Además, algunos de los primeros historiadores del arte no consideraron críticamente la Escuela Pisana como un todo. Más tarde, el trabajo de Cecco ha sido revaluado y ahora se lo considera uno de los maestros pisanos con su propio estilo único. Su estilo evolucionó a lo largo de su carrera, comenzando primero como un ejemplo de la Escuela de Pintura Pisana y después se fue convirtiendo en un híbrido de estilos Sienese y Pisano. La mayor influencia de Cecco en la escuela pisana fue en el uso de golpes, una tendencia de decoración que fue muy popular en la Toscana durante el Trecento y donde el artista perforaba formas y patrones de metal para incorporarlos a la pintura.
Su trabajo anterior, como La virgen y el niño con los donantes, es más naturalista en comparación con sus trabajos posteriores, donde sus figuras adquieren un aspecto más alargado y etéreo similar al estilo sienés en ese momento. Esto se ve más acusadamente en la representación de la cabeza del niño. Otro trabajo que muestra claramente este cambio hacia figuras más etéreas es el recientemente restaurado Virgen y el niño jugando con un pinzón de oro. En esta pintura, la cara y el cuello de la Virgen han adquirido una apariencia más alargada, y los dedos de la Virgen son largos y delgados. 
Se desconoce qué provocó exactamente este cambio en el estilo de Cecco, pero hay algunos trabajos que sugieren que el pintor sienés Luca di Tommè pudo haber sido una influencia. Ya fuera a través de la mentoría directa o la admiración de Cecco por su trabajo, hay muchas similitudes entre las obras de Tommè y las obras posteriores de Cecco. Estas similitudes se pueden ver entre Políptico de la crucifixión de Cecco de 1386 y una escena similar de di Tomme de 1366. Cecco creó muchas obras en este estilo híbrido que presenta un ejemplo de los estilos cambiantes de los pintores al comienzo del Renacimiento italiano.

## Lista de trabajos
- Crucifixión entre la Virgen y los Santos, Academia, Pisa
- Virgen y el niño (1370), colección privada Rimedio, Pisa
- Virgen y el niño (1380), colección privada Tezi, Pisa
- Virgen y el niño con los donantes (1386), Portland Art Museum
- Políptico de Agnano (1386–1395), Palazzo Blu, Pisa[11]
- Virgen y niño con pinzón (v.1371), Statens Museum for Kunst, Copenaghue
- San Jerónimo en su estudio (v.1370), Museo de Arte de Carolina del Norte, Raleigh
- El bautismo de Cristo (compartimento de  predella ).
- Beato Gerardo da Valenza, témpera y oro sobre madera 34 x 16   cm
- San Benito, Museo del Petit Palais, Aviñón
- San Bartolomé (1386)
- San Nicolás (1386)
- San Pedro (1386)
- San Juan Bautista (1386)

Frescos 
- Campo Santo, Pisa
- San Martino en Kinzica, Pisa

## Galería de obras seleccionadas.

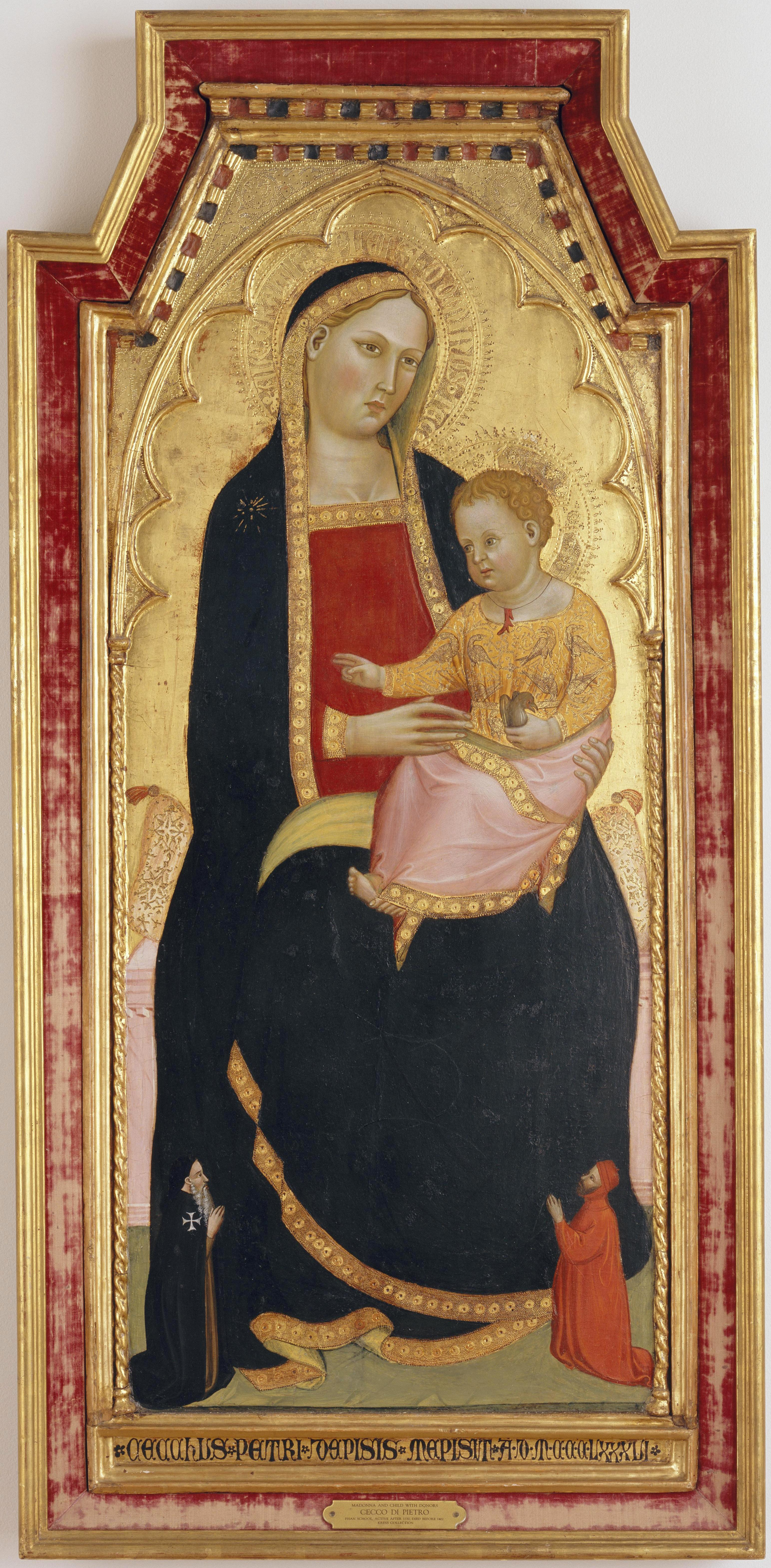
Cecco di Pietro, Madonna con el Niño 1386 Portland Art Museum
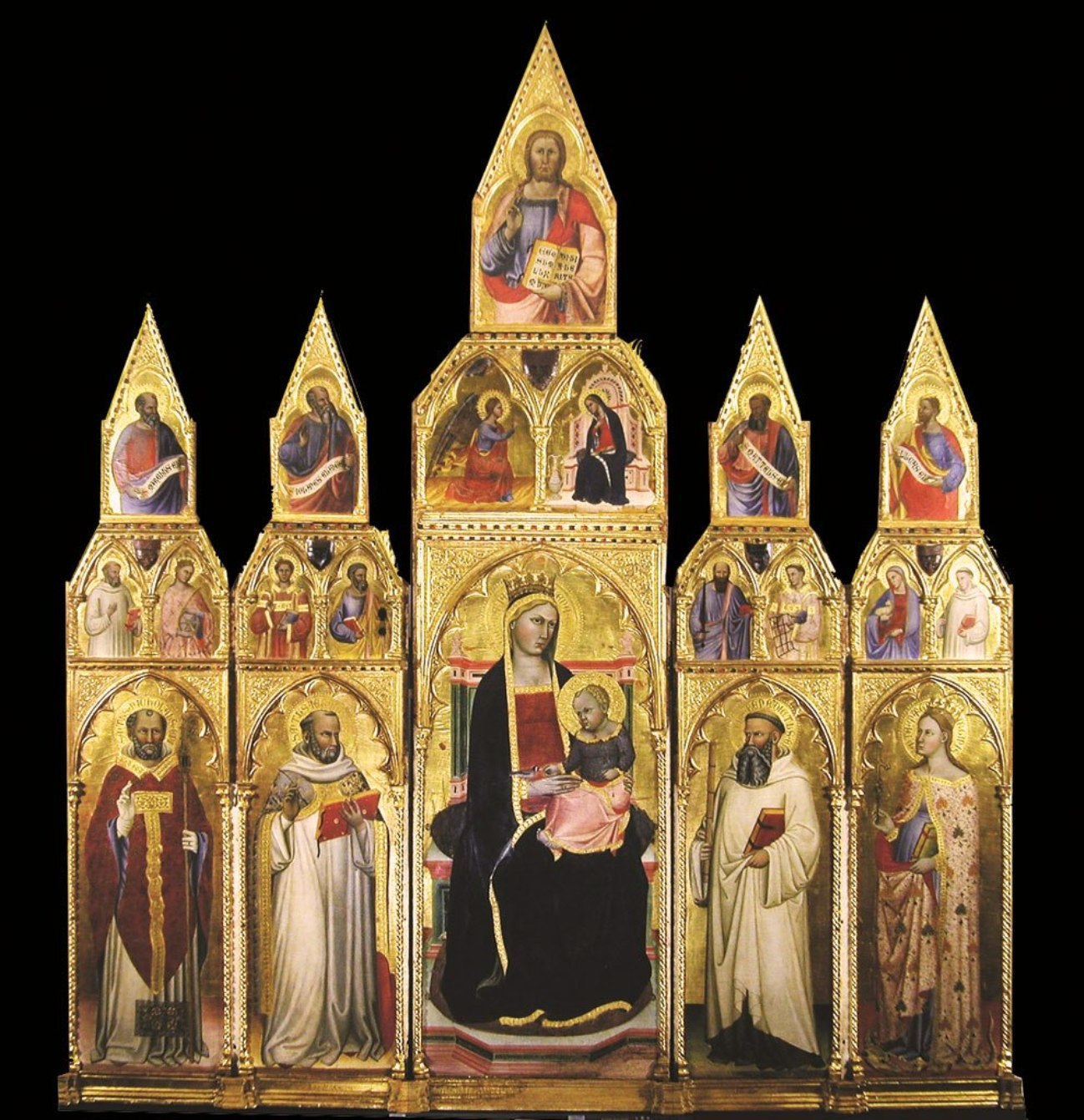
Cecco di Pietro.  Políptico de Agnano. 1386-95.